# Skedviken
Skedviken är en sjö cirka 6 kilometer nordväst om Rimbo i Norrtälje kommun i Uppland som ingår i Norrtäljeåns huvudavrinningsområde. Sjön är 8 meter djup, har en yta på 8,34 kvadratkilometer och befinner sig 14 meter över havet. Sjön avvattnas av vattendraget Norrtäljeån (Ålderskärrån).
Vid sjön kan man finna Mörby slottsruin samt brukssamhället Rånäs.
I Skedviken finns det inplanterad gös samt det naturliga fiskbeståndet (abborre, gädda, lake, vitfisk). För att fiska i sjön behöver man köpa ett fiskekort via "Svenska Fiskevatten".

## Delavrinningsområde
Skedviken ingår i delavrinningsområde (663056-164054) som SMHI kallar för Utloppet av Skedviken. Medelhöjden är 26 meter över havet och ytan är 48,59 kvadratkilometer. Räknas de 3 avrinningsområdena uppströms in blir den ackumulerade arean 89,97 kvadratkilometer. Avrinningsområdets utflöde Norrtäljeån (Ålderskärrån) mynnar i havet. Avrinningsområdet består mestadels av skog (47 procent) och jordbruk (27 procent). Avrinningsområdet har 8,41 kvadratkilometer vattenytor vilket ger det en sjöprocent på 17,3 procent.